# Liste der Nationalen Denkmäler Sierra Leones
Die Liste der Nationalen Denkmäler in Sierra Leone enthält Monumente des afrikanischen Staates Sierra Leone, denen auf der Grundlage des Monuments and Relics Ordinance of 1 June 1947 der Status als englisch „National Monument“ verliehen wurde. Die Verwaltung dieser übernimmt die Monuments and Relics Commission (MRC).
Derzeit (Stand Dezember 2016) sind 21 Objekte in die Liste der Nationalen Monumente enthalten, zahlreiche der Denkmäler wurden im Verlauf des Bürgerkriegs beschädigt oder zerstört. Zwischen 1966 und 2015 wurden keine Denkmäler deklariert.
Die Nummern entsprechen der wahllosen Einteilung gemäß der MRC aus Juni 2019.

## Deklarierungen seit 1966
Quelle:

| Bild                   | Bezeichnung            | Lage                      | Beschreibung                   | Bauzeit | Eingetragen seit | Denkmal- nummer |
| ---------------------- | ---------------------- | ------------------------- | ------------------------------ | ------- | ---------------- | --------------- |
| Zion-Methodistenkirche | Zion-Methodistenkirche | Wesley St, Freetown Karte | Methodistisches Kirchengebäude | 1817    | 18. Mai 2016     | 19              |
|                        | Grab von Madam Yoko    | Moyamba                   | Grab von Madam Yoko            |         | 18. Mai 2016     | 17              |
|                        | Grab von Bai Bureh     | Port Loko                 | Grab von Bai Bureh             |         | 18. Mai 2016     | 18              |
|                        | Grab von Mani Sundu    | Koidu                     | Grab von Mani Sundu            |         | 19. Januar 2018  | 20              |

## Deklarierungen 1948–1965
| Bild                                                     | Bezeichnung                                                             | Lage                                                                     | Beschreibung                                                                                            | Bauzeit                | Eingetragen seit | Denkmal- nummer |
| -------------------------------------------------------- | ----------------------------------------------------------------------- | ------------------------------------------------------------------------ | --- | ---------------------- | ---------------- | --------------- |
| Bunce Island*                                            | Bunce Island*                                                           | Sierra Leone River im Mündungsgebiet des Rokel und Port Loko Creek Karte | Insel, auf der 1670 durch eine britische Sklavenhandelsgesellschaft eine Sklavenfestung errichtet wurde | 1670                   | 1948             | 11              |
| BW                                                       | De-Ruyter-Stein                                                         | King-Jimmy-Markt, Freetown Karte                                         | Von Admiral Michiel de Ruyter mit einer Inschrift versehener Fels                                       | um 1664                | 1949             | 3               |
| Bastion des Fort Thornton                                | Bastion des Fort Thornton                                               | Tower Hill, Freetown Karte                                               | Frühere Bastion, die 1949 in neu errichtete Regierungsgebäude integriert wurde                          | 1792–1805              | 1949             | 6               |
| BW                                                       | Überreste der Erdarbeiten und Palisade bei Masakpaidu                   | Distrikt Kono im Chiefdom Nimmi Yema Karte                               | Reste der Einfriedung der Siedlung Masakpaidu                                                           | um 1893                | 1949             | 15              |
| BW                                                       | Treppen des alten Hafens und Wachhaus                                   | Freetown Karte                                                           | | 1818                   | 1953             | 1               |
| Tor zum alten Kings Yard*                                | Tor zum alten Kings Yard*                                               | Freetown Karte                                                           | Rest des Kings Yard, auf dem befreite Sklaven vorläufig untergebracht wurden                            | 1819                   | 1949             | 4               |
| BW                                                       | Ruinen von John Newtons Haus und Sklavenbaracken auf der Insel Plantain | Plantain Island Karte                                                    | Wohnhaus und Sklavenbaracken                                                                            | zwischen 1748 und 1754 | 1949             | 12              |
| BW                                                       | Cleveland-Grabstein                                                     | Distrikt Moyamba im Kagbora Chiefdom Karte                               | Grabstein des Chiefdomgründers James Cleveland                                                          | 1791                   | 1950             | 16              |
| Originalgebäude des Fourah Bay College*                  | Originalgebäude des Fourah Bay College*                                 | Ross Road, Cline Town, Freetown Karte                                    | Historisches Universitätsgebäude                                                                        | 1845–1848              | 1955             | 2               |
|                                                          | Grab von Kapitän Lendy                                                  | Waiima, Chiefdom Fiama, Distrikt Kono, Eastern Province                  | Historische Gräber                                                                                      | 1893                   | 1965             | 14              |
| BW                                                       | Martello-Turm                                                           | Parlament, Freetown Karte                                                | Historischer Wehrturm                                                                                   | 1805                   | 1961             | 7               |
| St. John’s Maroon                                        | St. John’s Maroon                                                       | Freetown Karte                                                           | | 1820 (1808?)           | 1956             | 5               |
| St. Charles’ Kirche und Reste der Mauern des King’s Yard | St. Charles’ Kirche und Reste der Mauern des King’s Yard                | Regent, bei Freetown Karte                                               | | 1809–1816              | 1959             | 10              |
| BW                                                       | Drei Stadtkanonen                                                       | Freetown Karte                                                           | historische Stadtkanonen                                                                                | 1800                   | 1953             | 9               |
| BW                                                       | Gefechtsstützpunkt und Kanonen bei Old Wharf                            | Dublin Island Karte                                                      | historischer Gefechtsstützpunkt                                                                         | um 1810                | 1956             | 13              |
| BW                                                       | Alter Militärschießstand                                                | Ecke Hill Cot Rd & King Harman Rd Karte                                  | zerstört                                                                                                |                        | 1962             | 8               |

*zur Aufnahme in die Liste des UNESCO-Welterbe vorgeschlagen.

## Geplant
| Bild | Bezeichnung       | Lage            | Beschreibung        | Bauzeit | Eingetragen seit | Denkmal- nummer |
| ---- | ----------------- | --------------- | ------------------- | ------- | ---------------- | --------------- |
| BW   | Uhrturm Magburaka | Magburaka Karte | Uhrturm als Denkmal |         | geplant          |                 |

## Unbekannter Status
| Bild | Bezeichnung                | Lage                     | Beschreibung                       | Bauzeit | Eingetragen seit | Denkmal- nummer |
| ---- | -------------------------- | ------------------------ | ---------------------------------- | ------- | ---------------- | --------------- |
|      | Heddle’s Farm              | Leicester Road, Freetown | Standort eines historischen Hauses | 1820    | 1948             |                 |
| BW   | Viktorianischer Feuerplatz | 2 Charlotte St Karte     | zerstört                           | um 1858 | 1961             |                 |
|      | Nomoli                     | Mendeland                | Steinfiguren                       | um 1500 | 1949             |                 |